# 前590年代
| 千纪： | 前1千纪 |
| 世纪： | 前7世纪 \| 前6世纪 \| 前5世纪                                                                              |
| 年代： | 前620年代 \| 前610年代 \| 前600年代 \| 前590年代 \| 前580年代 \| 前570年代 \| 前560年代                    |
| 年份： | 前599年 \| 前598年 \| 前597年 \| 前596年 \| 前595年 \| 前594年 \| 前593年 \| 前592年 \| 前591年 \| 前590年 |

## 重要事件及趋势
- 中国，前597年邲之战，晋国被楚国击败。
- 前599年：耆那教最后一位蒂爾丹嘉拉伐達摩那，出生。
- 前598年：约雅斤继承了約雅敬的猶大王國王位。.
- 前597年3月16日：巴比倫尼亞占领了耶路撒冷，将约雅斤拉下王位并让西底家夺权，并将诸多犹太人（包括以西結）送入了巴比伦囚虏。